# Бётлер, Брюс
Брюс Бётлер (англ. Bruce Alan Beutler; род. 29 декабря 1957, Чикаго) — американский врач и учёный-медик, лауреат Нобелевской премии по физиологии или медицине за 2011 год.
Член Национальной академии наук США (2008).

## Семья
Брюс Алан Бётлер родился 29 декабря 1957 года в Чикаго, одним из четверых детей в семье известного гематолога и генетика Эрнеста Бётлера (англ. Ernest Beutler; 1928—2008), чьи родители с принятием Нюрнбергских расовых законов в 1935 году были вынуждены бежать из Германии и осели в Милуоки. Бабушка Брюса Бётлера по отцовской линии, Кёт Бётлер (урождённая Италиенер, нем. Käthe Italiener, 1896—1999), была частным врачом детей Магды Геббельс; её муж, Альфред Давид Бётлер (1891—1962), также был врачом.
Родители матери Брюса Бетлера, журналиста Брондел Мэй Флейшер (англ. Brondelle May Fleisher, род. 1928), иммигрировали в США с Украины. Брондел Флейшер вышла замуж за Эрнеста Бётлера в 1950 году.

## Биография
В 1976 году в Калифорнийском университете в Сан-Диего он получил степень бакалавра искусств (B.A.), а в 1981 году, в Чикагском университете — степень доктора медицины. С 1981 по 1983 годы он проходил медицинскую практику в Юго-западном медицинском центре Техасского университета в Далласе. С 1983 по 1985 годы Бётлер был стипендиатом Рокфеллеровского университета в Нью-Йорке, а в 1985 году Бётлер стал старшим преподавателем при этом университете. Также с 1984 по 1986 годы он занимал в этом университете должность врача-ассистента. В 1986 году Брюс Бётлер вернулся в университет Далласа, где получил должность старшего преподавателя на факультете медицины внутренних органов. В 1996 году Бётлер получил профессорское звание. С 1986 по 1991 годы он был научным ассистентом в Медицинском институте Говарда Хьюза, а в 1991 году получил там должность младшего исследователя. С 2000 года Бётлер работает в должности профессора и заведующего кафедрой генетики в Исследовательским институтом Скриппс в Ла-Хойе, Калифорния.
Брюс Бётлер является членом Американского общества по клиническим исследованиям, Американской ассоциации врачей и Американской ассоциации иммунологов. Также он является членом Международного общества генома млекопитающих. Член Леопольдины (2012).

## Награды
- 2004 — Премия Роберта Коха совместно с Жюлем Офманом и Шидзуо Акирой
- 2006 — Премия Вильяма Коли совместно с Шидзуо Акирой
- 2006 — Гран-При Шарля Леопольда Майера[англ.]
- 2007 — Премия Бальцана совместно с Жюлем Офманом
- 2009 — Премия медицинского центра Олбани
- 2009 — Ежегодная премия Института Уилла Роджерса[англ.] в области исследований
- 2011 — Премия Шао совместно с Жюлем Офманом и Русланом Меджитовым
- 2011 — Нобелевская премия по физиологии или медицине совместно с Жюлем Офманом и Ральфом Штейнманом, «за исследование активации врождённого иммунитета».

## Общественная деятельность
В 2016 году подписал письмо с призывом к Greenpeace, Организации Объединенных Наций и правительствам всего мира прекратить борьбу с генетически модифицированными организмами (ГМО).